# Вохсаръега
Вохсаръега (устар. Ваксар-Ега) — река в России, протекает по Тюменской области. Устье реки находится в 383 км от устья реки Демьянка по левому берегу. Длина реки составляет 63 км, площадь водосборного бассейна — 196 км².

## Данные водного реестра
По данным государственного водного реестра России относится к Иртышскому бассейновому округу, водохозяйственный участок реки — Иртыш от впадения реки Тобол до города Ханты-Мансийск (выше), без реки Конда, речной подбассейн реки — бассейны притоков Иртыша от Тобола до Оби. Речной бассейн реки — Иртыш.